# 글래스포드

글래스포드(Glasford)는 일리노이주 피오리아군에 있는 마을이다. 2000년도 미국 인구 조사에 따르면, 이 마을의 총 인구는 1,706명이었다.

## 지리
글래스포드는 북위 40° 34′ 18″ 서경 89° 48′ 46″ / 북위 40.57167°  서경 89.81278° 에 있다.
미국 국세 조사국에 따르면, 이 마을의 면적은 2.3km²이다. 그 가운데 2.3km²가 육지이며, 물로 덮인 부분은 없다.
글래스포드 근처에는 ‘글래스포드 요란’이 있다.(요란이란 지리학 용어로, 기반암층의 정상적인 지층이 심하게 뒤틀린 곳을 말한다.) 이것은 고대의 운석 충돌구로 여겨진다. 그 충격이 기반암을 부수었고, 큰 퇴적암들을 뒤집어 엎었다. 충돌구는 빙하의 작용으로 완전히 채워져서, 지표에는 아무런 자취도 남지 않았다.

## 인구 통계
2000년도 인구조사에 따르면, 이 마을에는 사람 1,076명, 426가구, 311가족이 살고 있다. 인구밀도는 472.1/km²이다. 196.6/km²의 밀도로 448주택단위(housing units)가 있다. 마을의 인종 구성은 백인 99.44%, 흑인 0.00%, 아메리카 원주민 0.09%, 아시아인 0.00%, 태평양 섬 주민 0.00%, 기타 인종 0.19%, 그리고 두개 이상의 인종 출신이 0.28%이다. 인구의 1.02%가 히스패닉 혹은 라티노이다.
글래스포드에 있는 426가구의 32.9%는 18세 미만의 자녀를 데리고 살고 있고, 58.5%는 같이 살고 있는 부부이며, 10.6%는 남편이 없는 여성 세대주가 있으며, 26.8%는 비가족(인척·혈연 관계는 없으나 함께 사는 사람들)이다. 세대들 중 23.0%는 개인으로 구성되어 있으며 12.4%는 65세 이상의 혼자 사는 사람으로 되어 있다. 평균 세대 규모는 2.53명이며 평균 가구 규모는 2.94명이다.
글래스포드의 인구 구성은 18세 미만이 24.3%, 18세에서 24세가 10.2%, 25세에서 44세가 28.4%, 45세에서 64세가 24.3%, 그리고 65세 이상이 12.6%이다. 중위연령(연령의 중앙값)은 36세이다. 여성 100명당 남성 90.8명이 있다. 18세 이상에서는 여성 100명당 남성 87.6명이다.
글래스포드의 세대당 중위 소득(소득의 중앙값)은 37,019달러이고, 가구당 중위 소득은 46,818달러이다. 남성들의 중위 소득은 37,250달러이고, 여성들은 21,188달러이다. 글래스포드의 1인당 수입은 16,754달러이다. 인구의 7.1%와 가구들의 5.4%가 빈곤선(최저 생활 유지에 필요한 소득)아래에 있다. 전체 인구 중에서, 18세 미만인 사람의 6.7%와 65세 이상인 사람의 5.2%가 빈곤선 이하의 생활을 하고 있다.

| 인구조사              | 인구  | Note  | %±    |
| --------------------- | ----- | ----- | ----- |
| 1880년                | 154   |       | —     |
| 1890년                | 268   |       | 74.0% |
| 1900년                | 409   |       | 52.6% |
| 1910년                | 625   |       | 52.8% |
| 1920년                | 645   |       | 3.2%  |
| 1930년                | 671   |       | 4.0%  |
| 1940년                | 782   |       | 16.5% |
| 1950년                | 922   |       | 17.9% |
| 1960년                | 1,012 |       | 9.8%  |
| 1970년                | 1,066 |       | 5.3%  |
| 1980년                | 1,201 |       | 12.7% |
| 1990년                | 1,115 |       | −7.2% |
| 2000년                | 1,076 |       | −3.5% |
| 2010년                | 1,022 |       | −5.0% |
| 2019 (추산)           | 957   | [ 1 ] | −6.4% |
| U.S. Decennial Census |       |       |       |